# مراهق في الخمسين (مسرحية)
مراهق في الخمسين هي مسرحية كويتية مقتبسة عن مسرحية سر المنتحرة للكاتب المسرحي توفيق الحكيم مع اجراء بعض التعديلات. 
تحكي قصة دكتور في الخمسين من عمره متزوج ولديه ولد وبنت ويقع في حب شابة صغيرة فتتغير أحواله وأحوال أسرته، وتقلب هذة البنت الشابة حياة الدكتور رأساً على عقب، كل هذا في قالب كوميدي ساخر.

## تمثيل
| الممثل               | الشخصية             |
| -------------------- | ------------------- |
| عبد الحسين عبد الرضا | الدكتور عبد الباري  |
| داود حسين            | بيرق                |
| هيفاء عادل           | نجاة صب القفشة      |
| زهرة الخرجي          | نور                 |
| محمد جابر            | عشرج                |
| حمد ناصر             | صبحان               |
| رنا مطر              | يمامة المحراب       |
| ياسر العماري         | سامي الهيمان        |
| حسن عبد الرسول       | بو زعرور والد يمامة |